# Callicercops milloti
Callicercops milloti är en fjärilsart som först beskrevs av Pierre E.L. Viette 1951.  Callicercops milloti ingår i släktet Callicercops och familjen styltmalar.
Artens utbredningsområde är Madagaskar. Inga underarter finns listade i Catalogue of Life.